# Louie Psihoyos
Louis (Louie) Psihoyos (Dubuque, Iowa, 1957) es un fotógrafo y documentalista estadounidense conocido por sus colaboraciones con National Geographic. Psihoyos, quien tiene licencia de buceador, está implicado directamente en la defensa de la vida submarina. En 2009 dirigió y protagonizó el documental The Cove, que ganó el Óscar al mejor documental.

## Biografía
Psihoyos empezó a interesarse en la fotografía a los 14 años de edad. Estudió en la Universidad de Misuri, especializándose en fotoperiodismo. En 1980, a los 23 años, fue contratado por National Geographic, revista con la que colaboró durante 17 años. Se casó y tuvo dos hijos.
En 2005 Psihoyos cofundó la organización sin ánimo de lucro, Oceanic Preservation Society (OPS). El objetivo de la OPS es educar al público sobre lo que está ocurriendo a un 70% de la Tierra (los océanos) y la promoción de los individuos para hacer una diferencia para que las generaciones futuras tengan un ambiente enriquecido y no una disminución de uno.
Junto con Ric O'Barry, James H. Clark, y un grupo de colaboradores especialmente seleccionados, Psihoyos grabó el documental The Cove. Realizado en 2009, la película concitó la atención mundial al denunciar la muerte anual de 23.000 delfines por acción directa del hombre en Taiji (en Wakayama, Japón).
Al no obtener permiso por parte del gobierno japonés, el equipo del documental se vio obligado a grabar a distancias extremas para obtener las imágenes, utilizando equipos y tácticas nunca antes utilizadas en un documental. La película denuncia también el rechazo de la International Whaling Commission (IWC) a proteger a los cetáceos pequeños, tales como los delfines, ante todo por la influencia de Japón en dicha comisión. Además, The Cove expone el riesgo de envenenamiento por mercurio para los humanos que consumen carne de delfines, cuando documenta el programa del gobierno japonés para distribuir carne de delfines en las escuelas japonesas. El 2 de febrero de 2010, The Cove fue nominada a un Oscar en la categoría Documentary Feature.
Psihoyos ha recibido múltiples premios por su obra fotográfica, entre ellos el primer premio del «World Press Contest» y el «Hearst Award». Además, ha trabajado en revistas como Smithsonian, Discover, GEO, Time, Newsweek, New York Times Magazine, New York Magazine, Sports Illustrated y Rock and Ice.

## Premios y distinciones
Premios Óscar
| Año  | Categoría              | Película | Resultado |
| ---- | ---------------------- | -------- | --------- |
| 2010 | Mejor documental largo | The Cove | Ganador   |